# 朱秉筠
朱秉筠（?—?），廣東省新會縣人，清朝政治人物、進士出身。
光緒二十九年，會試甲午恩科第111名；光緒三十年，殿試登進士三甲第31名，后分發為知縣。